# Linje 1 2 3 kapad
Linje 1 2 3 kapad är en thrillerfilm från 2009 i regi av Tony Scott. Filmen är en nyinspelning av filmen Pelham 1-2-3 kapat från 1974. Filmen är baserad på boken The Taking of Pelham One Two Three av Morton Freedgood under det tagna namnet John Godey. Filmen hade biopremiär i Sverige den 5 augusti 2009 och släpptes på DVD i Sverige den 10 februari 2010. Filmen är tillåten från 15 år.

## Handling
Walter Graber (Denzel Washington) arbetar på en tunnelbana i New York. Det är en vanlig dag men som snart förvandlas till en mardröm när Walter hamnar mitt i ett kidnappningsdrama. Bernard Ryder (John Travolta) är den hårdkokta hjärnan bakom kapningen och han är även ledaren för ett gäng på fyra tungt beväpnade gangstrar, som hotar att avrätta tågets alla passagerare om han inte får en lösesumma inom en timme. När spänningen växer under hans fötter tar Garber tillfället att med sin stora kunskap om tunnelbanesystemet som hjälp i kampen att överlista Ryder och rädda gisslan. Men det finns en gåta som Garber inte lyckas lösa: Om tjuvarna får pengarna hur ska de lyckas fly därifrån.

## Rollista (i urval)
- John Travolta - Bernard Ryder/Dennis Ford
- Denzel Washington - Walter Graber
- James Gandolfini - Borgmästaren av New York
- John Turturro - Löjtnant Camonetti
- Luis Guzmán - Phil Ramos/Mr. Green
- Michael Rispoli - John Johnson
- Ramón Rodríguez - Delgado
- Victor Gojcaj - Bashkim/Mr. Grey
- Robert Vataj - Emri/Mr. Brown
- Gbenga Akinnagbe - Wallace
- Jason Butler Harner - Mr. Thomas
- Frank Wood - Polischef Sterman
- Aunjanue Ellis - Therese (Garbers fru)
- Brian Haley - Poliskapten Hill